# Gurbani
Gurbani est le terme qui est l'alliage des mots Bani et Gur c'est-à-dire Guru. Bani vient du sanskrit vani qui se traduit par: son, parole, langage. Ainsi dans le sikhisme, gurbani désigne les discours composés par les Gurus du sikhisme. Cependant le mot Bani est utilisé pour désigner n'importe quel hymne du Guru Granth Sahib.